# Guillaume-Marie-Joseph Labouré

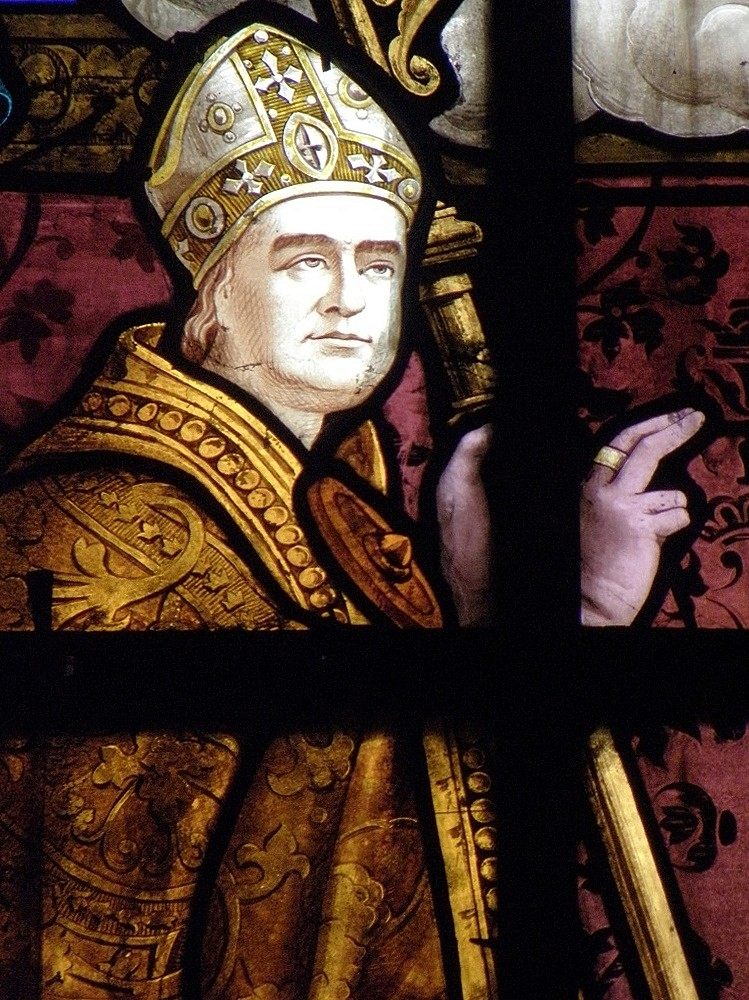
Kardinal Labouré, Erzbischof von Rennes (Fenster in der Basilika Notre-Dame de La Guerche-de-Bretagne)

Kardinalswappen von Guillaume Marie Joseph Labouré

Guillaume-Marie-Joseph Kardinal Labouré (* 27. Oktober 1841 in Achiet-le-Petit bei Arras; † 21. April 1906 in Rennes; auch Joseph-Marie-Guillaume Labouré oder Joseph-Guillaume Labouré) war ein französischer Geistlicher, Bischof und Kardinal der Römischen Kirche. Von 1893 bis zu seinem Tod war er Erzbischof von Rennes.

## Leben
Labouré besuchte das Seminar von Saint-Sulpice in Paris. Am 23. September 1865 empfing er das Sakrament der Priesterweihe für das Bistum Arras. Dort wirkte er als Lehrer und Vorsteher des Kleinen Seminars sowie als Generalvikar.
Am 27. März 1885 wurde er zum Bischof von Le Mans gewählt und empfing am 31. Mai 1885 in der Institution Richelieu in Luçon die Bischofsweihe durch Guillaume Meignan, Erzbischof von Tours; Mitkonsekratoren waren der Bischof von Luçon Clovis Catteau sowie Désire Donnel, Bischof von Arras. Am 15. Juni 1893 wurde Labouré Erzbischof von Rennes und am 26. Juni 1896 Päpstlicher Thronassistent.
Im Konsistorium vom 19. April 1897 kreierte Papst Leo XIII. ihn zum Kardinalpriester; den Kardinalshut erhielt er am 24. März 1898 und bekam die Titelkirche Santa Maria Nuova zugewiesen. Er nahm am Konklave 1903 teil, das Pius X. zum Papst wählte.
Er starb am 21. April 1906 in Rennes und wurde in der dortigen Kathedrale beigesetzt.